# Morton Sobell
Morton Sobell, född den 11 april 1917 i New York City död där den 26 december 2018, var en amerikansk f.d. ingenjör som mot sitt nekande dömdes till 30 års fängelse för spioneri för Sovjetunionens räkning i samband med rättegången mot bland andra Julius och Ethel Rosenberg 1951. Han frigavs 1969, efter att ha tillbringat över 17 år i fängelse. Efter frigivningen vidhöll han att han var oskyldig. 1974 publicerade Sobell boken On Doing Time, där han hävdade sin oskuld, vilket han höll fast vid ända fram till 2008, då han i en intervju i New York Times (11 september 2008) för första gången erkände att han varit sovjetisk spion. Då var han 91 år gammal.